# Donald Sewell Lopez Jr.
Donald Sewefoll Lopez Jr. est professeur titulaire de la chaire Carl W. Belser d'Études bouddhistes et tibétaines à l’Université du Michigan, dans la section des Langues et cultures asiatiques.

## Vie et carrière
Né en 1952 à Washington DC (États-Unis), il est le fils de Donald S. Lopez Sr. (en), qui fut directeur de la Smithsonian Institution et pilote de l'armée de l'air américaine. Il a fait ses études à l’université de Virginie, obtenant une licence d’études religieuses (avec mention) en 1974, une maîtrise d’études bouddhistes en 1977 et un doctorat d’études bouddhistes en 1982. Il a épousé un autre chercheur de premier plan en études des religions, Tomoko Masuzawa (en).
Professeur titulaire de la chaire Carl W. Belser d'Études bouddhistes et tibétaines à l’Université du Michigan, dans la section des Langues et cultures asiatiques Donald Lopez est membre élu de l’Académie américaine des arts et des sciences depuis 2000,. Il est l'auteur ou le directeur de publication de nombreux livres sur divers aspects des religions de l’Asie. Il se spécialise dans le bouddhisme mahāyāna indien tardif et le bouddhisme tibétain (bouddhisme vajrayāna). Il maîtrise le tibétain classique et courant.
Il a reçu les titres de « Arthur E. Link Distinguished University Professor of Buddhist and Tibetan Studies » et « Arthur F. Thurnau Professor » du département Asian Languages and Cultures de l'université du Michigan.

### Champs d'étude
Lopez Jr. a travaillé sur l'auteur tibétain Gendun Chopel (1903-1951), considéré par beaucoup comme l'intellectuel tibétain le plus important du XXe siècle. D'autre part, il s'attache à la vulgarisation de la recherche scientifique sur le bouddhisme auprès d'un public plus large, par le biais de traductions, d'anthologies et d'ouvrages de référence.

### Bouddhisme et baseball
Par ailleurs, c'est un grand amateur de baseball, et il a consacré un ouvrage sur les liens entre le bouddhisme et ce sport. Il écrit dans l'introduction: « Ce livre montre que le baseball est un jeu bouddhique. Comme le bouddhisme, il possède son propre univers élaboré », avec un bon karma (la victoire) qui amène à renaître comme un dieu dans la meilleure ligue, avec hôtels de luxe, avion privé...) un mauvais karma (la défaite) qui mène, lui, dans les ligues inférieures, avec des bus qui sentent mauvais et des hôtels miteux. Seuls quelques uns, ajoute l'auteur, parviennent au nirvana, au Temple de la renommée du baseball à Cooperstown.

## Publications

### Ouvrages
- (en) D.S. Lopez et Jacqueline Stone (en), Two Buddhas Seated Side by Side: A Guide to the Lotus Sūtra, Princeton, Princeton University Press, 2022, 312 p. (ISBN 978-0-691-22794-8)
- (en) The Lotus Sūtra: A Biography, Princeton, Princeton University Press, coll. « Lives of Great Religious Books », 2017, 272 p. (ISBN 978-0-691-15220-2)

- (en) The Hyecho' Journey: The World of Buddhism, Chicago, University of Chicago Press, 2017, 208 p. (ISBN 978-0-226-51790-2)
- (en) Strange Tales of an Oriental Idol: An Anthology of Early European Portrayals of the Buddha, Chicago, University of Chicago Press, 2016, 288 p. (ISBN 978-0-226-39123-6)
- (en) D.S. Lopez et Peggy McCracken, In Search of the Christian Buddha: How an Asian Sage Became a Medieval Saint, New York, W. W. Norton & Company, 2014, 272 p. (ISBN 978-0-393-08915-8)
- (en) From Stone to Flesh : A Short History of the Buddha, Chicago (Ill.), University of Chicago Press, 11 avril 2013, 289 p. (ISBN 978-0-226-49320-6, lire en ligne)
- (en) The Tibetan Book of the Dead: A Biography, Princeton, Princeton University Press, coll. « Lives of Great Religious Books », 2011, 272 p. (ISBN 978-0-691-13435-2)
- (en) Avec Robert Buswell Jr. (en), The Princeton Dictionary of Buddhism, Princeton University Press, 2013,  (ISBN 1400848059).
- (en) The Scientific Buddha. His Short and Happy Life, New Haven et Londres, Yale University Press, 2012. (Lire compte-rendu en ligne (en fr.) - Consulté le 16 mars 2020)
- (en) Buddhism and Science: A Guide for the Perplexed, The University of Chicago Press, 2008.
- (en) The Madman’s Middle Way, The University of Chicago Press, 2005.
- (en) Buddhism: An Introduction and Guide, Penguin UK, 2001; publié aux États-Unis sous le titre The Story of Buddhism. A Concise Guide to its History and Teachings, San Francisco, Harper 2001; édition italienne : 2002; édition tchèque : 2003. (it) : Che cos'è il Buddhismo, Rome, Ubaldini Editore, 2002.
- (en) Prisoners of Shangri-La: Tibetan Buddhism and the West, The University of Chicago Press, 1998. (Prix de l’Académie américaine de la religion au titre de l’excellence dans l’étude de la religion en 1999). (it) Prigionieri di Shangri-La, Rome, Ubaldini Editore, 1999. 
 (fr) Fascination tibétaine : du bouddhisme, de l'Occident et de quelques mythes, préface Katia Buffetrille, traduit de l'anglais par Nathalie Münter Guiu, Paris, Éditions Autrement, 2003.
- (en) Elaborations on Emptiness: Uses of the Heart Sutra, Princeton University Press, 1996; réimpression : Munshiram Manoharlal, 1998.
- (en) The Heart Sutra Explained: Indian and Tibetan Commentaries, SUNY Press, 1988.
- (en) A Study of Svatantrika, Snow Lion Press, 1987.

### Direction d'ouvrages (Lopez Jr. Ed.)
- (en) Buddhism in Practice: Abridged Edition, Princeton, Princeton University Press, coll. « Princeton Readings in Religions », 2007, 480 p. (ISBN 978-0-691-12968-6)
- (en) Religions of Tibet in Practice: Abridged Edition, Princeton, Princeton University Press, coll. « Princeton Readings in Religion », 2007, 440 p. (ISBN 978-0-691-12972-3)
- (en) Critical Terms for the Study of Buddhism, Chicago, University of Chicago Press, 2005, 353 p. (ISBN 978-0-226-49315-2)
- (en) Buddhist Scriptures  (Anthologie de la littérature bouddhique), London, Penguin, coll. « Penguin Classics », 2004, xlix, 556 p. (ISBN 978-0-140-44758-3)
- (en) Religions of Asia in Practice: An Anthology, Princeton, Princeton University Press, coll. « Princeton Readings in Religion », 2002, 752 p. (ISBN 978-0-691-09061-0)
- (en) A Modern Buddhist Bible: Essential Readings from East and West, Boston, Beacon Press, 2002, xli, 266 p. (ISBN 978-0-807-01243-7, présentation en ligne)
- (en) Religions of Asia in Practice: An Introduction, Princeton, Princeton University Press, coll. « Princeton Readings in Religion », 1999, 184 p. (ISBN 978-0-691-00513-3)
- (en) Religions of China in Practice, Princeton, Princeton University Press, coll. « Princeton Readings in Religion », 1996, 472 p. (ISBN 978-0-691-02143-0)
- (en) Religions of India in Practice, Princeton, Princeton University Press, coll. « Princeton Readings in Religion », 1995, 648 p. (ISBN 978-0-691-04324-1)
- (en) Curators of the Buddha : Study of Buddhism Under Colonialism, Chicago, University of Chicago Press, 1995, 304 p. (ISBN 978-0-226-49308-4, présentation en ligne)

### Articles
- (en) The Image of Tibet of the Great Mystifiers, dans Imagining Tibet: Perception, Projections and Fantasies (sous la direction de Thierry Dodin, Heinz Räther), Wisdom Publications, 2001, 465 p.  (ISBN 0861711912 et 9780861711918).

### Préfaces
- (en) Préface de Authenticating Tibet: Answers to China’s 100 Questions de A. M. Blondeau, K. Buffetrille, ed. University of California Press, Berkeley,  (ISBN 0520249283)